# Jules Grosjean
Pour les articles homonymes, voir Grosjean.
Jules Grosjean (10 décembre 1830, Paris - 19 septembre 1901, Montbéliard) est un homme politique français. 

## Biographie
Nommé, le 4 septembre 1870, préfet du Haut-Rhin, il concourut à la belle défense de Belfort, et fut élu, le 8 février 1871, par le Haut-Rhin, représentant à l'Assemblée nationale. Il se rendit à Bordeaux, protesta avec ses amis et collègues des départements de l'Est contre les préliminaires de paix.
Installé à Montbéliard après l'annexion, il avait été adjoint au maire de Strasbourg.

## Postérité
Une école élémentaire lui est dédiée à Montbéliard.